# Walter de Haas (Diplomat)
Walter de Haas (* 10. September 1864 in Elberfeld; † 28. November 1931 in Berlin) war ein Diplomat des Deutschen Reichs.

## Leben
1896 wurde in Manly sein Sohn Heinrich de Haas geboren. Bis 1899 war er im Exportgeschäft aktiv, zuletzt als Mitarbeiter von Henckel & Co und war u. a. in Sydney. Hier wurde er 1903 Generalkonsul. Von 1915 bis 1919 war er in Australien interniert. Bis zum Ersten Weltkrieg war Walter de Haas am Generalkonsulat des Deutschen Reichs in Sydney als Wirtschaftsattaché akkreditiert.
1920 war er Geheimer Legationsrat und Vortragender Rat in der Außenhandelsstelle des Auswärtigen Amtes in der Berliner Wilhelmstraße. 1923 wurde er Ministerialdirigent. 1924 übernahm de Haas von Carl von Schubert die Leitung der Abteilung III im Auswärtigen Amt, die sich mit dem Britischen Empire, Amerika und dem Orient beschäftigte. In dieser Position wurde er 1926 Ministerialdirektor. De Haas wurde zum 30. September 1930 in den Ruhestand versetzt.